# Liste des évêques d'Édéa
Liste des évêques d'Édéa.

## Évêques
- 22 mars 1993 - 18 octobre 2003 : Simon-Victor Tonyé Bakot, nommé archevêque de Yaoundé.
- 18 octobre 2003 - 15 octobre 2004 : siège vacant
- depuis le 15 octobre 2004 : Jean-Bosco Ntep

## Évêque originaire du diocèse
- François Achille Eyabi (né en 1961), évêque d'Éséka

## Sources
- L'ANNUAIRE PONTIFICAL, sur le site http://www.catholic-hierarchy.org, à la page